# Eisenbahnunfall von Mud Run

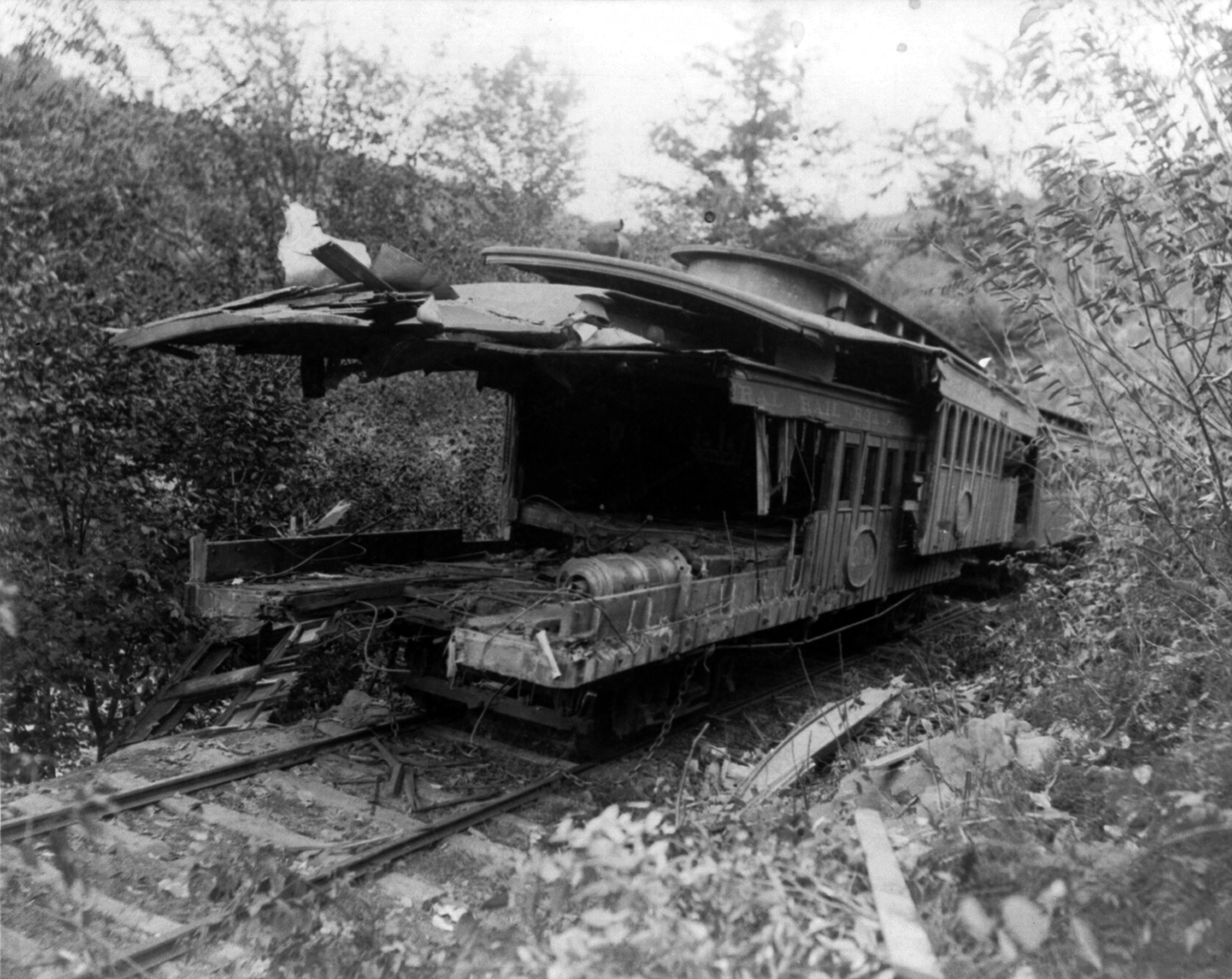
Ineinander geschobene Personenwagen nach dem Unfall

Der Eisenbahnunfall von Mud Run war ein Auffahrunfall am 10. Oktober 1888, der sich in Kidder Township, Carbon County, Pennsylvania, auf einer Strecke der Lehigh Valley Railroad ereignete, als ein „Halt“ zeigendes Signal übersehen wurde, das einen liegen gebliebenen Zug deckte. Bei dem Unfall starben 66 Menschen.

## Ausgangslage
Die in den Unfall verwickelten Züge waren Teil einer Serie von 8 Sonderzügen, die 5.000 Teilnehmer einer Massenveranstaltung der Catholic Total Abstinence Union of America (Katholischen Abstinenz-Vereinigung von Amerika) in Hazleton nach Luzerne County und Lackawanna County zurückbringen sollten. Um die Züge relativ schnell abfertigen zu können, wurden sie in einem Abstand von zehn Minuten auf die Strecke geschickt. Die Züge hatten je acht bis zwölf Wagen und wurden wegen einer starken Steigung auf der Strecke jeweils von zwei Lokomotiven gezogen. Auf der jeweils vorderen Lokomotive fuhr ein zusätzlicher Eisenbahner mit, der auf die Signale achten sollte.

## Unfallhergang
Die ersten vier Züge absolvierten ihre Fahrt ohne Zwischenfall. Der fünfte Zug kam etwa 500 Meter hinter dem Haltepunkt Mud Run zum Stehen, da ein Signal dort die Strecke sperrte. Der Schaffner und ein weiterer Eisenbahner versahen den Zugschluss mit einer roten Laterne und liefen dem folgenden, sechsten Zug entgegen, um ihn zu warnen.
Die Mannschaft der Lokomotive des sechsten Zuges übersah das „Halt“ gebietende Einfahrtsignal in Mud Run. Als sie die beiden Männer des fünften Zuges wahrnahm, die sie auf den vor ihnen stehenden Zug aufmerksam machten, war es zu spät: Der vorhandene Bremsweg war zu kurz, um den sechsten Zug noch anzuhalten. Die Lokomotive des sechsten Zuges traf noch mit einer solchen Wucht auf den letzten Personenwagen des fünften Zuges, dass sie ihn zu zwei Dritteln in den vorletzten Wagen schob und diesen zum Teil in den drittletzten. Im letzten Wagen gab es keine Überlebenden. 66 Tote und 50 Verletzte waren die Folge. Allein 37 Tote stammten aus dem kleinen Dorf Pleasant Valley (heute: Avoca) und viele waren Teenager aus einer Band.

## Untersuchung
Die Mannschaft der Lokomotive des sechsten Zuges und der Schaffner des fünften Zuges wurden von der Jury des Coroners der groben Fahrlässigkeit für schuldig befunden. Der Signalbeobachter auf der Lokomotive des sechsten Zuges gab sogar an, ein rotes Licht gesehen, dem aber keine Bedeutung beigemessen zu haben, da das ja nie benutzt werde. Im nachfolgenden Strafprozess am 16. März 1889 wurden alle Angeklagten freigesprochen.